# Franz Wilhelm Mitteldorf
Franz Wilhelm Mitteldorf (geboren 6. April 1895 in Essen; gestorben 29. September 1990 in Hannover) war ein deutscher Kaufmann, Funkhändler und Verbandsfunktionär. Er galt als „1. Rundfunk-Pionier“ in Niedersachsen.

## Leben
Geboren in Essen als Sohn eines Buchdruckers und Verlegers, durchlief Franz Wilhelm Mitteldorf ein Volontariat bei verschiedenen Essener Zeitungen. Nach seinem Militäreinsatz im Ersten Weltkrieg wurde er persönlicher Sekretär des Industriellen und Politikers Hugo Stinnes. Anschließend übernahm er in Hannover zunächst als Prokurist, dann als Leiter die Führung der Firma Norddeutsche Holzhandels AG, eine von der Hugo Stinnes GmbH dominierte Aktiengesellschaft.
In seiner Freizeit beschäftigte sich Mitteldorf intensiv mit dem „Hör-Draht“, dem in den 1920er Jahren neu aufkommenden Medium Radio. 1924 gründete er die Firma Radio-Zentrale Mitteldorf, die sich als eines ersten Fachgeschäfte in Niedersachsen unter seiner Leitung rasch zu einem der führenden Rundfunk-Unternehmen in Deutschland entwickelte.
Ebenfalls 1924 – nach anderen Quellen am 10. Dezember 1923 – war Mitteldorf der maßgebliche Mitgründer des Reichsverbands deutscher Funkhändler mit Sitz in Berlin, den er zunächst als 1. Vorsitzender leitete. Anschließend übernahm er die Leitung des niedersächsischen Landesverbandes.
Zudem wirkte Mitteldorf als beratendes Mitglied in Regierungskreisen und maßgebenden Fachausschüssen. In Hannover zählte er gemeinsam mit Friedrich Buhmann und anderen zu den Vorkämpfern für einen eigenen Radiosender, der dann 1924 als NORAG-Nebensender Hannover seinen Betrieb aufnehmen konnte. Dort organisierte Mitteldorf die ersten Schallplatten-Konzerte, im Folgejahr 1925 in der Stadthalle die erste Funkausstellung, zugleich die zweite in Deutschland.
Trotz weitgehender Zerstörung seiner Geschäfte, Werkstätten und Lager durch den Zweiten Weltkrieg engagierte sich Mitteldorf bis weit in die Nachkriegszeit hinein ehrenamtlich in zahlreichen Fachorganisationen. Der mit zahlreichen Auszeichnungen Geehrte erwarb sich insbesondere um die Ausbildung des Rundfunk-Nachwuchses „größte Verdienste“.